# سندرم هیرفوردت
سندرم هیرفورد تظاهر نادر سارکوئیدوز است. علائم شامل التهاب چشم (یووئیت)، تورم غده پاروتید، تب مزمن و در بعضی موارد، فلج اعصاب صورتی است.

## علل
هنوز علت قطعی سندرم هیرفوردت به‌طور قطعی مشخص نشده‌است. از بیمارانی که مبتلا به سندرم هیرفوردت تشخیص داده شده‌اند ،۱۵ درصد از اقوام نزدیک آنها نیز دارای این سندرم است. یک توضیح ممکن این است که این سندرم از ترکیبی از یک عامل محیطی و یک استعداد ارثی ناشی می‌شود. مایکوباکتریوم و Propionibacteria گونه هر دو به عنوان عامل زیست‌محیطی مطرح شده‌است، هر چند شواهد برای این بی‌نتیجه است.

## تشخیص
در بیمارانی که قبلاً مبتلا به سارکوئیدوز تشخیص داده شده‌اند، می‌توان از علائم این سندرم که شامل پاروتیت، تب، فلج عصب فاشیال و یوئیت قدامی است، سندرم هیرفورد را تشخیص داد. در موارد پاروتیت، از بیوپسی با هدایت سونوگرافی استفاده می‌شود تا احتمال وجود لنفوم را کنار بگذارد. بسیاری از علل احتمالی از فلج عصب صورت، از جمله بیماری لایم، اچ آی وی، سندرم Melkersson-روزنتال، شوانوم، و فلج بل نیز وجود دارد. سندرم هیرفورد بهبود خود به خودی دارد.

## درمان
درمان‌های سارکوئیدوز شامل کورتیکواستروئیدها و داروهای سرکوب کننده سیستم ایمنی است.

## شیوع
در ایالات متحده شیوع سارکوئیدوز تقریباً ۱۰ مورد در هر ۱۰۰۰۰۰ سفیدپوست و ۳۶ مورد در هر ۱۰۰۰۰۰ سیاه پوستان است. سندرم هیرفوردت در ۴/۱ تا ۶/۵ درصد مبتلایان به سارکوئیدوز وجود دارد.

## تاریخچه
این بیماری اولین بار در سال ۱۹۰۹ توسط چشم‌پزشک دانمارکی کریستین فردریک هیرفورد توصیف شد که اکنون این سندرم برای او نامگذاری شده‌است. در ابتدا به اوریون نسبت داده می‌شد، اما پس از مطالعات بیشتر توسط پزشک سوئدی Jan G. Waldenström در سال ۱۹۳۷، به عنوان یک تظاهر متمایز از سارکوئیدوز طبقه‌بندی شد.